# 333079 Keara
333079 Keara este o planetă minoră (asteroid) din centura de asteroizi. A fost descoperită pe 20 octombrie 2007 la Mount Lemmon⁠(d) de Mount Lemmon Survey⁠(d). 
Obiectul prezintă o orbită caracterizată de o semiaxă mare de 2,5576726752932 UAi, o excentricitate de 0,17570514187168, o înclinație de 5,2902256947862 ° în raport cu ecliptica.